# Christian Ludwig August von Arnswaldt

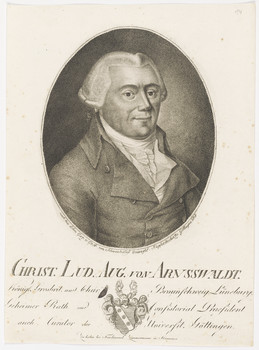
1801

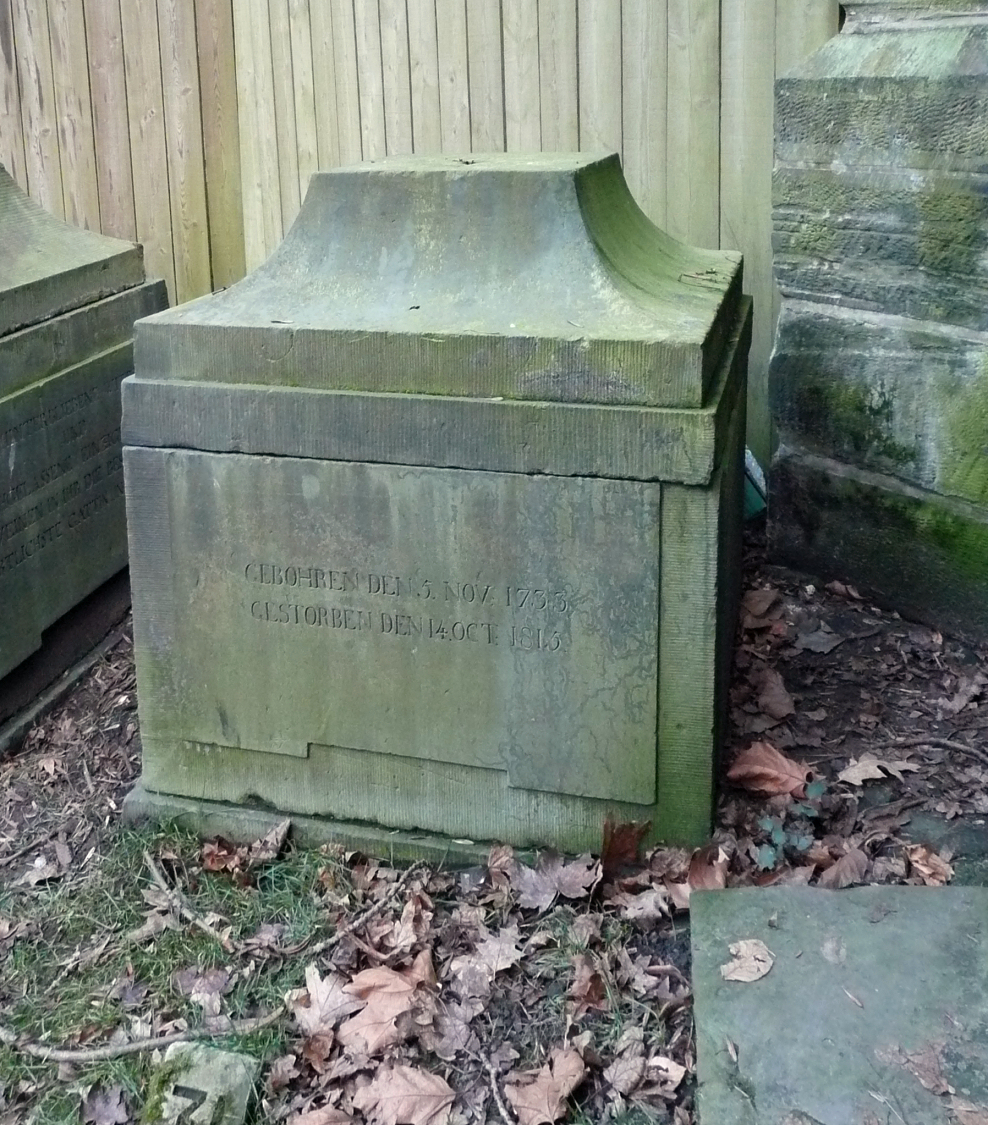
Grabmal auf dem Gartenfriedhof

Christian Ludwig August von Arnswaldt (* 5. November 1733 in Kelbra; † 14. Oktober 1815 in Hannover) war kurfürstlich-braunschweig-lüneburgischer Geheimer Rat und Konsistorialpräsident, Kriegsminister, Kurator der Universität Göttingen und königlich-hannoverscher Staats- und Kabinettsminister.
Er stammt aus dem thüringischen Adelsgeschlecht von Arnswald und war der Sohn der zweiten Ehe von Wolf Ehrenreich von Arnswaldt (1683–1755), Herr auf Kelbra und Berga. Christian Ludwig August von Arnswaldt war mit Agnes Maria Dorothea von Wenckstern (* 13. April 1744; † 18. Juni 1791) verheiratet. Er hinterließ als Stammvater einer eigenen (hannoverschen) Linie zwei Söhne: Ernst (1769–1770) starb im Kindesalter, Karl (1768–1845) wurde Wissenschaftspolitiker, Staatsminister des Königreichs Hannover und Kurator der Georg-August-Universität in Göttingen.

## Schriften
Mitverfasser einer Monografie über
- Ludwig Anton Muratori über die Einbildungskraft des Menschen / Mit vielen Zusätzen herausgegeben von Georg Hermann Richerz, Universitätsprediger in Göttingen; gemeinsam mit Georg Hermann Richerz, Ernst August Wilhelm von dem Bussche; Carl Rudolph August von Kielmannsegge, Gotthelf Dietrich von Ende, Ludwig Friedrich von Beulwitz, Christian Ludwig August von Arnßwaldt, Detlef Alexander von Wenkstern, Johann Friedrich Karl von Alvensleben, Erster Theil, 1785